# Leptauchenia
Leptauchenia — це вимерлий козлоподібний рід наземних травоїдних тварин, що належить до родини ореодонтів Merycoidodontidae та типового роду триби Leptaucheniini. Рід був ендеміком Північної Америки в період від пізнього олігоцену до раннього міоцену (33,9—16,3 млн років тому).

## Морфологія
Оскільки очі та ніздрі були розташовані високо на голові, довго вважалося, що Leptauchenia була водною або напівводною твариною. Однак, оскільки їхні скам'янілості ніколи не були знайдені в заплавних відкладеннях або річкових руслах, а їх велика кількість у викопних піщаних дюнах, Дональд Протеро припускає, що вони були тваринами, що мешкали в пустелі. Згідно з інтерпретацією Протеро, високо розташовані очі та ніздрі служили для фільтрації піску під час риття або під час виривання піщаних дюн.

## Види
- L. brevifacies (syn. Pithecistes decedens)
- L. decora (типовий) (syn. Hadroleptauchenia primitiva, Leptauchenia harveyi, Pithecistes breviceps, Pithecistes facies, Pithecistes tanneri, Pseudocyclopidius frankforteri)
- L. eiselyi
- L. major (syn. Brachymeryx feliceps, Cyclopidius emydinus, Cyclopidius incisivus, Cyclopidius lullianus, Cyclopidius simus, Hadroleptauchenia extrema, Hadroleptauchenia shanafeltae, L. densa, L. margeryae, L. martini, L. parasimus, Pithecistes altageringensis, Pithecistes copei)
- L. orellaensis